# Romaric
Christian Koffi N'dri (Abiyán, Costa de Marfil, 4 de junio de 1983), conocido como Romaric , es un exfutbolista marfileño, que cuenta también con pasaporte francés.

## Trayectoria

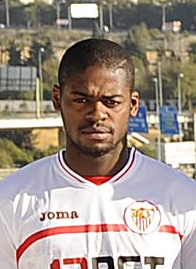
Posando en 2010 en el Sevilla FC.

El 23 de junio de 2008 el Sevilla FC alcanzó un acuerdo con el Le Mans Football Club, para su traspaso. La operación se cerró en algo más de 8 millones de euros. El jugador firmó un contrato por 5 temporadas hasta 2013.
En la temporada 2011-2012 juega cedido en el RCD Español de la Primera División española.
El 27 de julio del 2012 firma por el Real Zaragoza de la misma categoría por las 2 próximas temporadas tras desvincularse del Sevilla FC.
Tras el descenso del Real Zaragoza a la Liga Adelante, el jugador y la dirección deportiva del club llegan a un acuerdo para la rescisión de su contrato. Ficha por el SC Bastia.

## Selección nacional
Ha jugado un total de 38 partidos oficiales con su selección, Costa de Marfil. Ha marcado 5 goles en la selección nacional y fue convocado para disputar la Copa Mundial de Fútbol de 2006 y la Copa mundial de fútbol 2010 en Sudáfrica. Actualmente ha sido convocado para jugar la Copa de África 2012 y es considerado como uno de los mejores mediocampistas de su país.

## Clubes
| Club                 | País            | Año         |
| -------------------- | --------------- | ----------- |
| ASEC Mimosas         | Costa de Marfil | 2001 - 2003 |
| Beveren              | Bélgica         | 2003 - 2005 |
| Le Mans              | Francia         | 2005 - 2008 |
| Sevilla              | España          | 2008 - 2012 |
| RCD Español (cedido) | España          | 2011 - 2012 |
| Real Zaragoza        | España          | 2012 - 2013 |
| Bastia               | Francia         | 2013 - 2015 |
| AC Omonia            | Chipre          | 2015 - 2016 |
| NorthEast United     | India           | 2016 - 2017 |